# 9 kompania
9 kompania (ros. 9 рота, 9 rota) – rosyjski film wojenny z 2005 roku w reżyserii Fiodora Bondarczuka opowiadający o poborowych Armii Radzieckiej walczących w czasie wojny w Afganistanie.
Film oparty jest na autentycznych wydarzeniach, mających miejsce podczas operacji „Magistrala” początkiem 1988 roku, kiedy to 39 żołnierzy radzieckich broniło wzgórza 3234 przed 200–300 mudżahedinami. Była to ostatnia przeprowadzona na tak dużą skalę operacja wojsk radzieckich w czasie interwencji w Afganistanie.
Nakręcony został przez Fiodora Bondarczuka, syna radzieckiego reżysera Siergieja Bondarczuka, twórcy m.in. Losu człowieka (1959) opowiadającego o przejściach radzieckiego żołnierza w czasie II wojny światowej. Tworząc 9 kompanię, młody Bandarczuk bogato czerpał inspirację z twórczości swojego ojca.
Chociaż nie jest to pierwszy film opowiadający o udziale wojsk radzieckich w Afganistanie (np. już w 1991 powstał Afganskij izłom Władimira Bortka), to 9 kompania jest jak na razie jedyną wysokobudżetową, przeznaczoną również na rynki zachodnie rosyjską produkcją opowiadającą o tym konflikcie, porównywaną do amerykańskich filmów o wojnie wietnamskiej, takich jak Pluton, czy Full Metal Jacket. W pierwszych pięć dni od swojej premiery 9 kompania zarobiła 7,7 miliona dolarów, ustanawiając nowy rekord w rosyjskim box-offisie.
Zdjęcia do filmu zrealizowano pomiędzy 25 maja a 12 października 2004 roku na Krymie (Sewastopol, Teodozja, Koktebel, Bałakława), w Uzbekistanie i w Moskwie. Premiera światowa miała miejsce 29 września 2005 roku, zaś w Polsce 20 października 2006 roku.

## Obsada[5]
- Artur Smoljaninow – szeregowy Oleg „Lutyj” Lutajew
- Aleksiej Czadow – szeregowy Władimir „Wróbel” Worobiow
- Konstantin Kriukow – szeregowy Rusłan „Gioconda” Pietrowski
- Iwan Kokorin – szeregowy „Czugun” Czugajnow
- Michaił Jewłanow – szeregowy „Riaba” Riabokoń
- Artiom Michałkow – szeregowy Siergiej „Stas” Stasienko
- Sosłan Fidarow – szeregowy „Pinoczet” Bekbułatow
- Iwan Nikołajew – Sieryj
- Michaił Porieczenkow – chorąży Aleksandr Dygało
- Fiodor Bondarczuk – chorąży Siergiej „Chochoł” Pogriebniak
- Dmitrij Muhamadiejew – sierżant Afanasij
- Irina Rachmanowa – Biełosnieżka (Królewna Śnieżka)
- Amadu Mamadakow – starszy sierżant „Kurbaszi” Kurbangalijew
- Aleksandr Szejn – „Patefon”
- Aleksiej Krawczenko – kapitan „Kochraman” Bystrow
- Aleksandr Baszyrow – chorąży „Pomidor”
- Michaił Jefremow – zdemobilizowany starszyna
- Stanisław Goworuchin – dowódca pułku szkoleniowego
- Andriej Krasko – pułkownik, dowódca pułku w Afganistanie
- Aleksandr Łykow – major, saper-instruktor
- Aleksiej Sieriebriakow – kapitan wywiadu
- Oleś Kacion – Michej
- Karen Martirosian – Aszot
- Marat Gudijew – mudżahedin Ahmet
- Aleksandr Kurczenko – fryzjer
- Swietłana Iwanowa – Ola
- Michaił Władimirow – kierowca-mechanik BMP

## Fabuła
1987 rok, komisja po poborowa w Krasnojarsku. Rekruci o pseudonimach „Czugun”, „Lutyj”, „Wróbel”, „Gioconda”, „Stas” i „Riaba” są wcielani w szeregi Armii Radzieckiej, gdzie wchodzą w skład „drużyny afgańskiej”. Zostają wysłani do jednostki szkoleniowej w Ferganie, gdzie dołącza do nich rekrut zwany „Pinoczet”. Ich dowódcą jest starszy chorąży Dygało, weteran wojenny. Po kilkumiesięcznym szkoleniu poborowi przybywają samolotem transportowym na lotnisko w Bagramie. Na ich oczach rozbija się inna maszyna z żołnierzami radzieckimi na pokładzie, którzy wracali do ZSRR po zakończonej służbie w Afganistanie. Główni bohaterowie (z wyjątkiem „Riaby” i „Pinoczeta”) trafiają do 9. kompanii 345 Samodzielnego Pułku Spadochronowego, gdzie poznają sierżanta Afanasija, chorążego o przezwisku „Chachoł” i starszego sierżanta posługującego się pseudonimem „Kurbaszi”. Grupa spadochroniarzy ma za zadanie zająć wzniesienie w prowincji Chost i utrzymać je, osłaniając przechodzące pod nim kolumny wojsk radzieckich. Po drodze kompania zatrzymuje się na noc w bazie spadochroniarzy Anawa w prowincji Pandższir, gdzie rekruci biorą udział w pierwszym starciu z mudżahedinami. Rekrut „Wróbel” ciężko przeżywa zabicie pierwszego przeciwnika, mudżahedina Ahmeda.
Spadochroniarze zajmują wzgórze, pomimo wpadnięcia w zasadzkę mudżahedinów, którzy ogniem z wyżej położonych pozycji rozbijają ich kolumnę. Po walce wróg wycofuje się do wioski, która zostaje zrównania z ziemią ostrzałem z gradów. W potyczce giną „Riaba” i „Stas” oraz dowódca kompanii, kapitan „Kochraman” Bystrow. Po Nowym Roku spadochroniarze toczą zaciekłą bitwę obronną z przeważającymi siłami mudżahedinów atakującymi wzgórze 3234. Odpierają kilka ataków, tracąc prawie wszystkich ludzi. Z głównych bohaterów przy życiu pozostaje tylko „Lutyj”.
Z odsieczą przybywają śmigłowce Mi-24, a następnie siły lądowe. Dowodzący nimi pułkownik informuje jedynego ocalałego o bezcelowości stoczonej walki, ponieważ wojska radzieckie wycofują się z Afganistanu i dalsze utrzymywanie wzgórza straciło sens. W ostatniej scenie kolumna Armii Radzieckiej kieruje się w stronę granicy, opuszczając Afganistan. Na transporterze BMP-2 siedzi „Lutyj”, na którego piersi widoczny jest Order Czerwonej Gwiazdy.

## Nieścisłości historyczne
Z filmowej bitwy ocalał tylko jeden żołnierz, który stwierdza w ostatniej scenie, że radzieckie dowództwo zapomniało o 9. kompanii. W rzeczywistości w boju o wzgórze 3234 zginęło tylko sześciu z trzydziestu dziewięciu broniących go żołnierzy, a dwudziestu ośmiu zostało rannych. Dwóch zabitych pośmiertnie uhonorowano Złotą Gwiazdą Bohatera Związku Radzieckiego. Żołnierze mieli też ciągłą łączność z dowództwem, mogąc w razie potrzeby wezwać wsparcie artylerii.

## Odbiór
Film wywołał mieszane uczucia wśród weteranów wojny afgańskiej, którzy zarzucali mu wiele przeinaczeń. Sądząc po ilości sprzedanych biletów został jednak bardzo dobrze przyjęty przez publiczność. Obejrzał go prezydent Rosji Władimir Putin. Obraz uhonorowano także Złotym Orłem przyznawanym przez Rosyjską Akademię Sztuki Filmowej.
W 2006 roku zgłoszono 9 kompanię jako kandydata do Oscara, jednak film nie otrzymał nominacji.